# Sacramento Kings
Sacramento Kings és una franquícia de l'NBA amb seu a Sacramento, Califòrnia. Participa en la Divisió Pacífic de la Conferència Oest de l'NBA. La franquícia va ser fundada en 1923 amb el nom de Rochester Seagrams, passant posteriorment per les ciutats de Cincinnati i Kansas City/Omaha abans de traslladar-se en 1985 a Sacramento. Els Kings disputen els seus partits com a locals en el Golden 1 Center. Els èxits al llarg de la seva història han estat el campionat de la NBL de 1946 i el de 1951 de la NBA (com Royals). A més, posseeixen set granotes goliat com mascota.
En 2013 els propietaris de l'equip, la família Maloof, van intentar vendre la franquícia a un grup empresarial situat a Seattle, en un intent de recuperar aquests els Seattle SuperSonics (l'equip va ser venut en 2008 a Oklahoma City), però la NBA va recomanar paralitzar l'operació i finalment la franquícia es va quedar a la ciutat de Sagrament gràcies al suport del seu alcalde, el exjugador de la NBA Kevin Johnson.

## Història de la franquícia
- Rochester Royals (1945-1957)
- Cincinnati Royals (1957-1972)
- Kansas City-Omaha Kings (1972-1975)
- Kansas City Kings (1975-1985)
- Sacramento Kings (1985-present)

La franquícia que avui dona nom als Sacramento Kings va començar la seva aventura a la ciutat de Rochester, Nova York, com a Rochester Royals, a la NBL. El 1957 els Royals es van traslladar a Cincinnati, Ohio, gràcies als germans Harrison.

### Rochester
La franquícia va començar la seva marxa situada en Rochester (Nova York), amb el nom de Rochester Seagrams. L'equip es va establir professionalment en la NBL com els Rochester Royals en la temporada 1945-1946 aconseguint aquest mateix any el títol de la lliga. Els Royals posseïen aquest sobrenom a causa del whisky Crown Royal, ja que abans de ser un equip professional estaven patrocinats per Crown Royal. Després d'això, el conjunt va començar a ser conegut com a Rochester Pros, sent modificat de nou a Royals en entrar en la NBL.
L'èxit dels Royals va ser immediat. Fundat en 1945 pels Harrison i el seu germà Jack Harrison, l'equip va guanyar el campionat en 1946. L'equip estava liderat per Bob Davies, Al Cervi, George Glamack i Otto Graham, aquest últim futur membre del Saló de la Fama de la NFL, que en la seva única temporada en el bàsquet professional va guanyar el campionat abans de canviar-se al futbol americà i guiar a Cleveland Browns a deu finals consecutives, guanyant set de ells. En la següent temporada, la NBL va declarar que el guanyador de la temporada regular seria declarat campió oficial de la NBL, i que els playoffs serien per separat. Els Royals van guanyar el seu segon campionat consecutiu en finalitzar la temporada regular amb un balanç de 31 victòries i 13 derrotes, però van caure eliminats en el torneig de postemporada en mans de Chicago American Gears. En la següent temporada, la NBL va eliminar el format de l'any anterior. Els Royals van tornar a liderar la temporada regular amb un rècord de 44-16, però van ser batuts pels Minneapolis Lakers de George Mikan en les Finals de la NBL per 3-1.
En 1948, els Royals es van mudar a la BAA, lliga que es va unir amb la NBL la temporada següent, juntament amb Fort Wayne Pistons, Minneapolis Lakers i Indianapolis (Kautskys) Jets. Els Royals van guanyar l'anell en 1951, estant l'equip liderat per Arnie Risen, Bob Davies i Bobby Wanzer, tots ells futurs Hall of Famers, i batent en les Finals a New York Knicks en set partits. Va ser l'últim campionat de la franquícia fins avui.

### Cincinnati
En 1957, els Royals es van mudar a Cincinnati, Ohio, pels germans Harrison. Els dos estels que van continuar amb l'equip van ser Maurice Stokes i Jack Twyman. La prometedora carrera de Stokes va arribar tràgicament a la seva fi a causa d'una lesió cerebral resultat d'una caiguda en un partit de playoffs davant Detroit Pistons en 1958. Twyman es va convertir així en el líder de l'equip i guardià de Stokes fins a la mort d'aquest en 1970. Twyman va ser el primer jugador de la franquícia en fer una mitjana de 30 punts per partit en una temporada.
Al principi, la mudança a Cincinnati no va ser un èxit en la part econòmica. Malgrat participar en la postemporada per primera vegada després de tres campanyes, els Royals sofririen una altra temporada negativa; els germans Harrison van arribar a un acord amb Arnold Shapiro per vendre-li la franquícia. Shapiro va voler portar als Royals de tornada a Rochester, però la lliga no va veure viable l'opció i va desestimar, per la qual cosa els germans Harrison no van tenir més remei que vendre la franquícia a propietaris de la ciutat de Cincinnati.
Els jugadors més determinants dels Royals en la dècada dels 60 eren Oscar Robertson i Jerry Lucas. Robertson individualment va triomfar, arribant a fer una mitjana de un triple-doble en la temporada 1961-62 i guanyant el MVP en 1964. Lucas va ser el Rookie de l'Any en la mateixa campanya, liderant la lliga en tirs de camp i va obtenir una mitjana de 20 rebots per partit en tres temporades. A més, tots dos eren regularment nomenats en el millor quintet de la lliga. De totes maneres, els Royals no aixecaven cap i continuaven sent coneguts com un equip perdedor.
El 1966, la franquícia va ser venuda als germans Max i Jeremy Jacobs. Aquesta mateixa temporada, els Royals van començar a jugar partits com a local en llocs neutrals, com Cleveland (fins que els Cavaliers van entrar en 1970), Dayton i Columbus. El nou entrenador Bob Cousy, llegenda com a jugador en Boston Celtics, va traspassar a Lucas el 1969. Un any després Robertson va deixar també l'equip i l'equip va mudar-se a Kansas City, Missouri.

### Kansas City (i Omaha)
Després de 25 anys, l'equip va haver de canviar el seu cognom a Kings, perquè a Kansas City ja hi havia un conjunt de beisbol amb el nom de Royals. Els Kings van començar jugant a Kansas City i Omaha, fitxant l'estel anotador Nate Archibald, capdavanter de la lliga en punts i assistències.

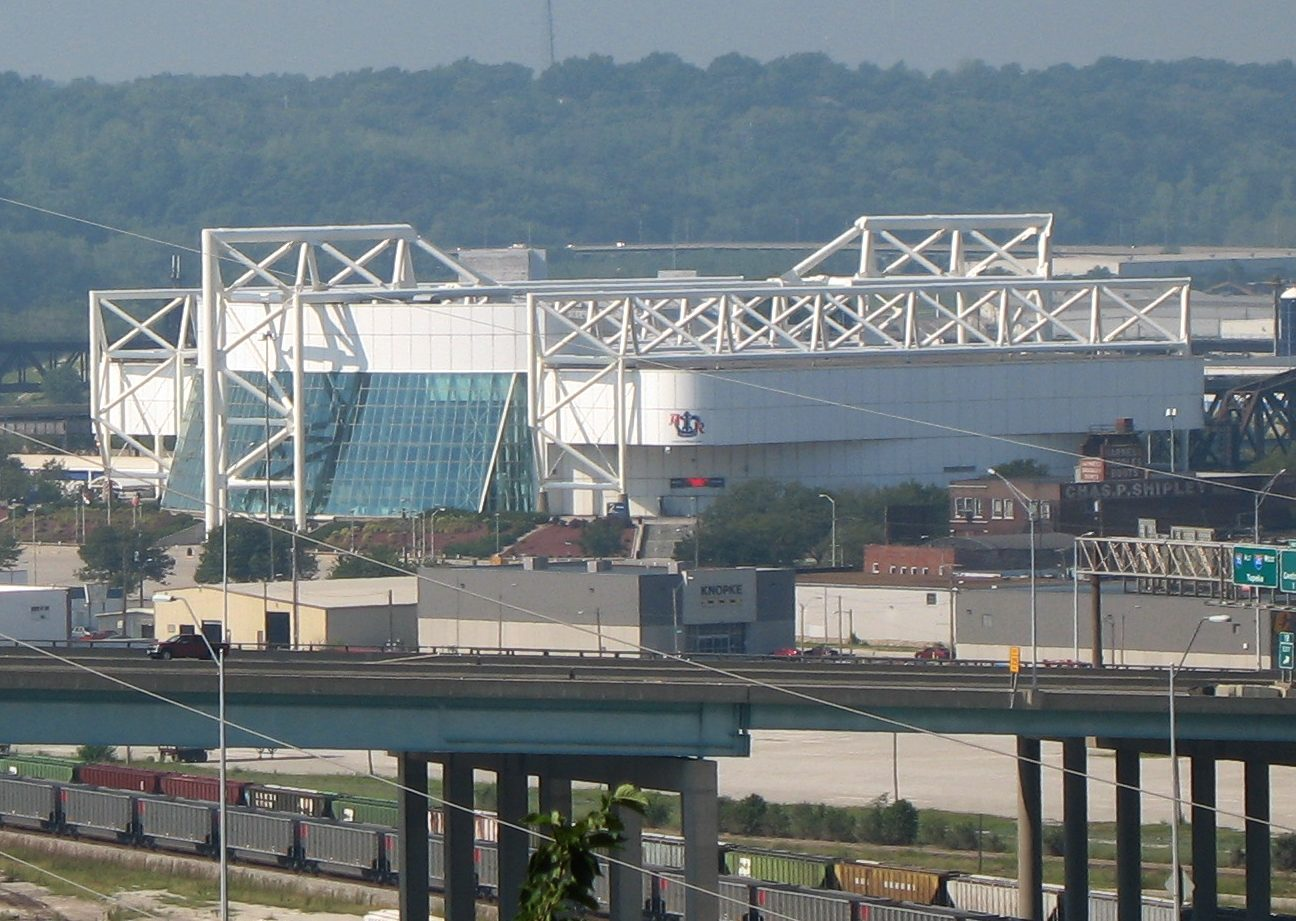
Kemper Arena, pavelló de l'equip en la seva estada a Kansas City.

Els Kings comptaven amb diversos jugadors de qualitat; Tom Van Arsdale, "Jumpin" Johnny Green i Matt Guokas, ajudats per Archibald en el seu primer any en Kansas City. En la següent temporada, els Kings van aconseguir els playoffs, caient en Semifinals de Conferència davant Chicago Bulls per 4-2. Sam Lacey es va convertir en un dels jugadors més destacats de l'equip, sent Archibald traspassat en 1976 a New York Knicks. Bob Cousy va ser acomiadat i reemplaçat per Phil Johnson, durant poc i seguint els passos de Cousy a mitjan 1977. Va ser substituït per Larry Staverman, antic jugador de l'equip quan estava situat a Cincinnati.
Els Kings finalment van trobar una mica d'èxit en la seva nova llar quan van fitxar a Cotton Fitzsimmons com a entrenador. Sota el seu lideratge, van guanyar la Divisió Mitjà Oest en 1979 amb el rookie Phil Ford com a estel, Otis Birdsong aportant tant defensiva com ofensivament, el complet Scott Wedman i el pivot Lacey. A més, van obtenir una mitjana de 10.789 espectadors en el Kemper Arena aquesta temporada, sent la primera vegada que passaven de 10.000 des que estaven a Kansas City. Els Kings van arribar a playoffs en la temporada 1979-1980 i de nou en 1980-1981, malgrat acabar la temporada regular amb un balanç de 40-42.
En la temporada 1980-81, els Kings van donar la campanada en playoffs, aconseguint les Finals de Conferència en l'Oest, eliminant a Portland Trail Blazers i Phoenix Suns, i caient davant Houston Rockets.
No obstant això, una sèrie de negatius incidents va allunyar a l'equip de l'èxit. Birdsong i Wedman van deixar l'equip, la teulada del Kemper Arena va sofrir greus danys a causa d'una tormeta hivernal i la franquícia va ser venuda per solament onze milions de dòlars. Després de la volta de Joe Axelson com a general manager, amb això retornava a l'equip l'home que es va desprendre dels estels Robertson, Van Lier, Archibald i Jerry Lucas, i va usar la tercera posició del draft de dispersió de la ABA per seleccionar a Ron Boone. Axelson romandria en l'equip fins que els Kings van deixar Kansas City, on, en l'últim partit, els afeccionats van portar màscares de Joe Axelson.
Axelson va fracassar en els Kings a les quatre ciutats en les quals va estar l'equip situat: Cincinnati, Kansas City, Omaha i Sagrament. No va ser acomiadat fins que no es va fitxar de nou com a entrenador a Phil Johnson, qui va dirigir sense èxit a l'equip deu anys enrere. La seva última temporada a Kansas City va tornar a ser paupèrrima, aconseguint un balanç de 31-51 i una trista mitjana de 6.410 espectadors en el Kemper Arena.

### Sacramento

#### Instal·lació a Sacramento (1985-1990)
Els Kings es van mudar a Sacramento, Califòrnia, en la temporada 1985-86. La major part dels seus primers anys a la ciutat la va passar sobrevivint en els llocs més baixos de la lliga, arribant solament una vegada a playoffs entre 1985 i 1995. Part del fracàs es deu al tràgic accident de trànsit que pràcticament va acabar amb la carrera del base Bobby Hurley, al suïcidi de Ricky Berry, a la pobra adreça de l'entrenador Garry St. Jean i a la selecció en la primera posició del Draft de 1989 de Pervis Ellison.

#### Anys difícils (1991-1996)
Els primers anys de la dècada dels 90 no van ser fàcils pels Kings. L'equip era conegut per tenir un fort suport del públic, però això no es complementava amb l'èxit en els resultats i el propietari James Alford Thomas a.k.a. "Jim Thomas", rarament invertia en bons fitxatges. Els Kings van arribar a playoffs en 1996 en gran part a causa de l'esforç de l'estel de l'equip Mitch Richmond, encara que el seu concurs en postemporada no va ser gaire notable. La franquícia va ser venuda a la família Maloof, que canviaria el rumb de l'equip.

#### Arriben millors temps (1997-1999)
Els Kings van escapar de la mediocritat amb l'arribada del rookie Jason Williams, el fitxatge de Vlade Divac i el traspàs de Richmond per Chris Webber abans de la temporada 1998-99. Aquestes adquisicions van coincidir amb l'arribada del ràfec Peja Stojakovic, qui havia estat seleccionat en el Draft de 1996. Cadascun d'aquests moviments va ser atribuït al general manager Geoff Petrie, qui va guanyar el premi al Millor Executiu de l'Any en diverses ocasions.

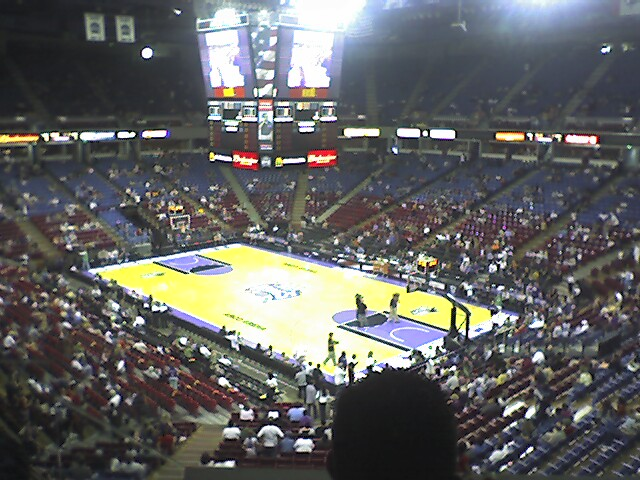
Interior del pavelló ARCO Arena II.

Després d'aquests fitxatges, els Kings es van convertir en un equip assidu en playoffs. Dirigit pel nou entrenador Rick Adelman i ajudat per l'assistent Pete Carril, el seu joc ofensiu va marcar un estil en la NBA, convertint-se en un dels equips més anotadors i rebent un gran suport per part de l'afició. Alguns van criticar als Kings per la seva pobra defensa i pel joc circense de la seva base Williams, a més de pel fracàs de Webber als moments calents dels partits. Malgrat tot, encara era un equip jove, sent eliminats en primera ronda tant en 1999 com en 2000 per Utah Jazz i L.A. Lakers respectivament.

#### Aspirants a l'anell (2000-2005)
Després de la temporada 1999-00, els Kings van traspassar a Corliss Williamson a Toronto Raptors a canvi de l'escorta defensiu Doug Christie, amb la finalitat d'aconseguir més espais en pista per al tirador Stojakovic. L'en aquells dies iugoslau Stojakovic era el complement perfecte al joc interior de Webber, començant a sorgir el que seria el poderós joc ofensiu dels Kings. Amb el seu èxit en la pista l'assistència del públic va ser creixent cada vegada més, culminant amb la portada de la revista Sports Illustrated al febrer de 2001 en la qual resava el lema "The Greatest Show On Court" ("El Millor Espectacle en la Pista"). En 2001, els Kings van guanyar la seva primera sèrie de playoffs en l'era Webber, derrotant a Phoenix Suns per 3-1, encara que caient eliminats posteriorment davant els Lakers.
El juliol de 2001, Petrie va traspassar a Jason Williams a Vancouver/Memphis Grizzlies pel base Mike Bibby. El moviment va solucionar les necessitats en tots dos bàndols; els Grizzlies, recentment mudats a Memphis, buscaven un jugador popular per atreure l'atenció a la seva nova ciutat, mentre que els Kings, un equip aspirant al campionat, necessitava estabilitat i ordre en la posició de base, alguna cosa que s'aconseguia amb Bibby, campió de la NCAA en 1997 amb Arizona Wildcats. Aquest fitxatge va ser complementat amb la renovació de l'ala-pivot Webber, assegurant-se al seu jugador referencia per a diversos anys.
Amb Bibby en pista, els Kings van realitzar la millor temporada en la seva història, aconseguint un rècord de 61-21.en aquesta època els Kings es mostraven com una gran família, amb una gran comunió entre públic i jugadors. Després de guanyar les dues primeres rondes de playoffs, es van plantar en les Finals de Conferència amb els Lakers com a rivals. Després d'una sèrie igualada i tibant, en la qual els Kings van arribar a anar per davant 3-2, els angelinos van donar la volta al marcador i es van classificar per a les Finals de la NBA, deixant als de Sagrament a un pas de la glòria, no obstant això aquest triomf de Los Angeles Lakers es coneix com "La tragèdia més gran dels esports" posat al fet que suposadament la sèrie va ser comprada, fins i tot l'àrbitre Tim Donaghy va arribar a admetre que el joc 6 de les Finals de Conferència va ser arreglat en benefici als Lakers.
Després de guanyar un nou campionat de divisió en 2003, els Kings van perdre a Webber per lesió en la sèrie que els enfrontava amb Dallas Mavericks, caient en set partits. Amb Webber en el dic sec fins a mitjan temporada 2003-04, els Kings van perdre part del seu explosiu joc, eliminant-se en Semifinals de Conferència davant Minnesota Timberwolves per 4-3.
La temporada 2004-05 va marcar el principi de la fi de l'animat i vistós joc dels californians; Divac va signar com a agent lliure pels Lakers, donant a Brad Miller el lloc de pivot titular. A més, Christie va ser traspassat a Orlando Magic per Cuttino Mobley, encara que el traspàs més dramàtic va ser el de Webber a Philadelphia 76ers a canvi de Corliss Williamson, Kenny Thomas i Brian Skinner. Amb aquests moviments, els únics supervivents de auqellos Kings màgics eren Stojakovic i Bibby. En playoffs, van fracassar en primera ronda després de ser derrotats per Seattle SuperSonics en cinc partits. En la pretemporada de 2005 va continuar la transformació de l'equip, amb el traspàs del favorit del públic Bobby Jackson per Bonzi Wells i fitxant com a agent lliure a l'ala-pivot Shareef Abdur-Rahim.

#### Reconstrucció (2005-2010)

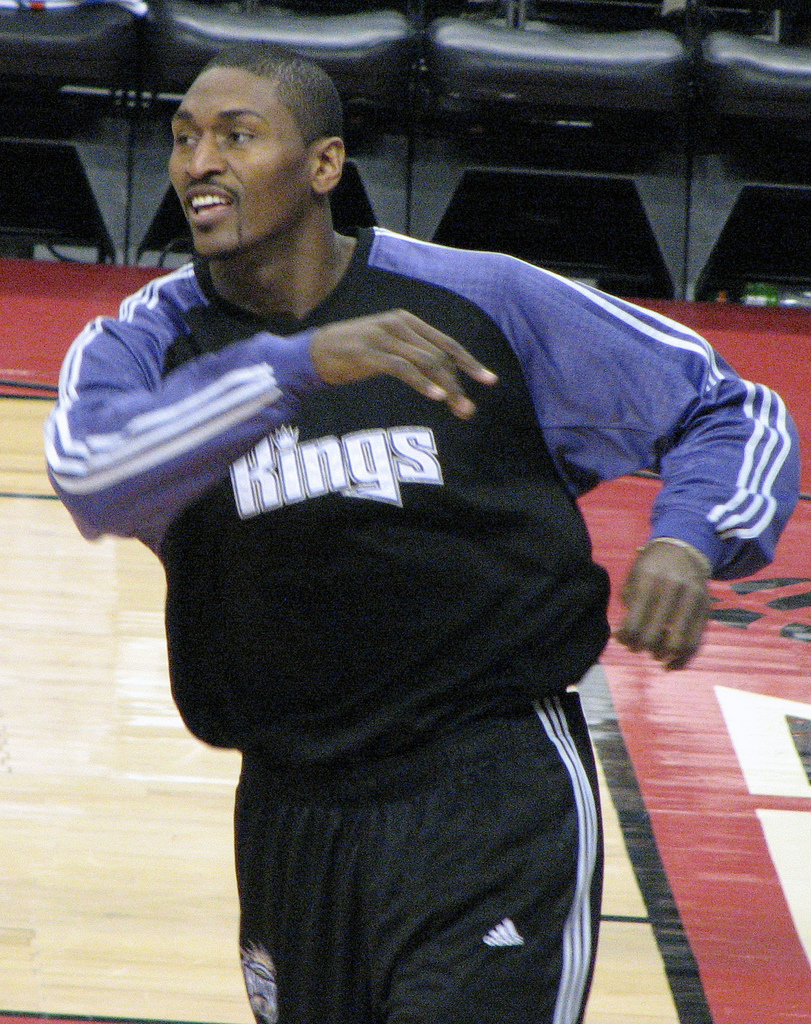
Metta World Peace va arribar a l'equip en la temporada 2005-06.

Els Kings van començar la temporada 2005-06 amb uns resultats molt pobres, sofrint al no trobar la química en l'equip. Els fitxatges Wells i Abdur-Rahim van aportar des d'un principi, però les lesions li van apartar de les pistes durant un nombre significatiu de partits. Stojakovic va ser traspassat pel defensiu i pólémico Ron Artest de Indiana Pacers, garantint la passada dels Kings a playoffs. Amb Artest després del All-Star Weekend, Sagrament va signar un balanç de 20-9, segon millor rècord post-All-Star de la lliga aquesta temporada. Els Kings van finalitzar la temporada regular amb un positiu 44-38, cambres en la Divisió Pacífic i vuitens en la Conferència Oest. En playoffs es van enfrontar a Sant Antonio Spurs, caient en sis partits.
A l'estiu de 2006 es va anunciar la marxa de l'emblemàtic Rick Adelman en benefici d'Eric Musselman. Aquesta temporada va ser desastrosa, amb Artest sortint d'un problema per ficar-se en un altre, sent posteriorment detingut per assalt domèstic. Els Kings van signar un trist 33-49 (el pitjor en nou anys), en el qual s'incloïa un 20-21 en el ARQUEJO Sorra i un 13-28 anés de casa, finalitzant cinquens en la seva divisió. A més, des del 4 de gener fins al 19 de gener van completar una ratxa de set partits consecutius amb derrota. Per primera vegada en vuit temporades, els Kings no van aconseguir els playoffs i Musselman va ser acomiadat pels mals resultats el 20 d'abril de 2007. L'única nota agradable la va posar el jove Kevin Martin, màxim anotador de l'equip amb més de 20 punts per partit i finalitzant segon en la votació al Jugador Més Millorat de la campanya per darrere de Munta Ellis de Golden State Warriors. Musselman va ser reemplaçat per l'ex-jugador dels Kings Reggie Theus. El 28 de juny de 2008, els Kings van seleccionar al pivot Spencer Hawes en la desena posició del Draft de 2007.
A més d'aquests canvis, els Kings es van fer amb els serveis de Mikki Moore, procedent de New Jersey Nets, i Martin va signar un contracte de 55 milions de dòlarés, estenent el seu contracte en l'equip per cinc anys més. No obstant això, els Kings també van perdre a diversos jugadors, com Ronnie Price que se'n va anar a Utah Jazz, i Corliss Williamson que va anunciar la seva retirada del bàsquet. També va ser fitxat Beno Udrih, que va haver d'assumir el rol de base titular de l'equip durant la baixa per lesió de Bibby.
El 16 de febrer de 2008, els Kings van traspassar a Bibby a Atlanta Hawks per Tyronn Lue, Anthony Johnson, Shelden Williams, Lorenzen Wright i una segona ronda de draft. Bibby era l'únic jugador que restava en la plantilla dels Kings que van arribar a les Finals de Conferència en 2002.
Els Kings van millorar en 5 partits el registre de la temporada anterior, finalitzant amb 38-44 que no donava accés a playoffs. Van aconseguir un 26-15 a casa i 12-29 a domicili. Després de vendre totes les entrades a casa des de 1999, els Kings solament ho van fer aquesta temporada en tres trobades (davant Celtics i Lakers), promediando 13.500 espectadors per partit, gairebé 4.000 menys de la seva capacitat.
Per a la temporada 2008-09, els Kings van traspassar a Ron Artest i Patrick Ewing, Jr. a Houston Rockets per Bobby Jackson i Donté Greene a més d'una futura primera ronda de draft. A mitjan temporada, Reggie Theus va ser acomiadat i reemplaçat per Kenny Natt com a entrenador, aquesta temporada, els Kings van batre el rècord negatiu de la història de la NBA amb un global de 17-65. Gràcies a la seva pèssima temporada, els Kings van obtenir la quarta elecció de draft, on van escollir Tyreke Evans, procedent de Memphis, i en la 23º elecció a l'israelià Omri Casspi.
Després d'un mal començament de temporada, amb un parcial de victòries-derrotes de 6-18, els kings van acomiadar a l'entrenador Reggie Theus, que començava la seva segona temporada a l'equip. El seu lloc l'ocupà, com a entrenador interí, Kenny Natt, i posteriorment, Paul Westphal.

#### El període del "Here We Rise" (2009-2013)
En la temporada 2009-10, Evans es va destapar com el jugador franquícia dels Kings malgrat ser rookie, promediando 20 punts, 5 rebots i 5 assistències, alguna cosa que solament van aconseguir altres tres jugadors en la història: Oscar Robertson, Michael Jordan i LeBron James. També va guanyar el Rookie de l'Any de la NBA. Malgrat l'impressionant any d'Evans, els Kings van finalitzar en catorzena posició, solament per davant de Minnesota Timberwolves.
En el draft de 2010, els Kings van escollir DeMarcus Cousins i Hassan Whiteside com a cinquena i trigésimotercera posició respectivament. La temporada 2010-11 es va caracteritzar per un rendiment gairebé similar a l'anterior, finalitzant de nou en la 14º posició i de nou davant dels Timberwolves.
Per la 2011-12, els Kings van escollir en el draft a Jimmer Fredette, Tyler Honeycutt i Isaiah Thomas. John Salmons va arribar en un trade a tres bandes i Omri Casspi va marxar als Cleveland Cavaliers. Malgrat l'estancament en el joc de Tyreke Evans, el qual no va mostrar el nivell del seu any rookie, Cousins va assumir el lideratge de l'equip. Els Kings van finalitzar amb un global de 22-44, encara en el fons de la classificació però amb un futur optimista.
En el draft de 2012 els Kings van escollir Thomas Robinson, el qual a causa del seu baix rendiment seria traspassat a Houston Rockets. Els Kings no van millorar els resultats anteriors, finalitzant amb un 28-54 i tercers per la cua en la dura Conferència Oest.

#### Els plans de recol·locació
Des de feia alguns anys havien esclatat els rumors sobre que els Maloof (família propietària de l'equip dels Kings) estaven passant per problemes econòmics i no estaven invertint prou en l'equip. És llavors quan van sorgir rumors sobre una possible recol·locació dels Kings en algun altre lloc; Anaheim, Virginia Beach i Seattle eren les opcions més comentades.
En 2011, es va barrejar una possible marxa dels Kings a Anaheim per passar a ser els Anaheim Royals, però la pressió dels afeccionats de Sagrament i de l'alcalde Kevin Johnson van convèncer el comissionat David Stern de mantenir als Kings a la capital de Califòrnia. També es rumoreaba una marxa a Virginia Beach, ja que es va dir que la ciutat seria capaç de construir un pavelló de 18.000 espectadors per albergar a l'equip, però finalment les negociacions no van arribar a bon port.
El gener de 2013 es va reportar que els Maloof pretenien vendre la franquícia a un grup empresarial liderat per Chris Hansen i que pretenia portar l'equip a Seattle per tornar a formar els Seattle SuperSonics. Es va informar que el grup de Hansen aportaria 6,8 milions de dòlars per a la construcció d'un nou estadi a Seattle i que adquirien el 65% de les accions de l'equip per 525 milions. Segons la premsa, les negociacions entre els Maloof i el grup de Hansen havien estat un èxit i solament faltava l'aprovació del trasllat per part del comissionat de David Stern. Però al febrer de 2013 es va informar que l'alcalde de Sagrament, Kevin Johnson, havia fet una oferta als Maloof per mantenir a l'equip a la ciutat i un pla per a la nova construcció d'un pavelló. Al març, Stern va afirmar que no es prendria cap decisió fins al mes d'abril. Finalment, a l'abril, per decisió unànime de 7 vots a favor i 0 en contra, els Kings romandrien en Sagrament i les posteriors ofertes de Hansen als Maloof van ser rebutjades. De nou, el 15 de maig, els dirigents de la NBA van votar de nou a favor de mantenir als Kings en Sagrament, la qual cosa va acabar amb els plans de Hansen de restaurar als Sonics.

## Pavellons
- Edgerton Park Arena (1948-1955)
- Rochester War Memorial (1955-1958)
- Cincinnati Gardens (1958-1972)
- Kansas City Municipal Auditorium (1972-1974)
- Omaha Civic Auditorium (1972-1978)
- Kemper Arena (1974-1985)
- ARCO Arena I (1985-1988)
- ARCO Arena II/Power Balance Pavilion/Sleep Train Arena (1988-2016)
- Golden 1 Center (2016–present)

## Jugadors destacats

### Números retirats
- #1 Nate Archibald, 1970–76 (1970–72 Cincinnati, 1972–76 Kansas City)
- #2 Mitch Richmond, 1991–98
- #4 Chris Webber, 1998–2005
- #6 (Sisè home) – Seguidors dels Sacramento Kings, 1985–present
- #11 Bob Davies, 1948–55 (Rochester)
- #12 Maurice Stokes, 1955–58 (Cincinnati)
- #14 Oscar Robertson, 1960–70 (Cincinnati)
- #21 Vlade Divac, 1998–2004
- #27 Jack Twyman, 1955–66 (1955–57 Rochester, 1957–66 Cincinnati)
- #44 Sam Lacey, 1970–81 (1970–72 Cincinnati, 1972–81 Kansas City)

## Mascota
Des de 1998, Slamson el lleó (Slamson the Lion en anglès) és la mascota oficial dels Sacramento Kings. El seu nom fa referència al nom bíblic Samsó.